# Championnats d'Europe d'athlétisme en salle 1972
Navigation
Les 3e Championnats d'Europe d'athlétisme en salle se  déroulent les 11 et 12 mars 1972 au Palais des sports de Grenoble, en France. 23 épreuves figurent au programme (13 masculines et 10 féminines). La piste est longue de 180 mètres, ce qui fait que le relais 4 × 2 tours est un relais 4 × 360 m et le relais 4 × 4 tours un relais 4 × 720 m.
La compétition est suivie, le samedi, par 4500 spectateurs, et le dimanche, par 9000 spectateurs environ (1).

## Résultats

### Hommes
| Épreuves           | Or | Argent                                                                                             | Bronze                                                                                           |
| 50 m               | Valeriy Borzov (URS) 5 s 75                                                                                | Aleksandr Kornelyuk (URS) 5 s 81                                                                   | Vasílios Papayeorgópoulos (GRE) 5 s 82                                                           |
| 400 m              | Georg Nückles (FRG) 47 s 24                                                                                | Ulrich Reich (FRG) 47 s 42                                                                         | Wolfgang Müller (GDR) 47 s 42                                                                    |
| 800 m              | Jozef Plachý (TCH) 1 min 48 s 84                                                                           | Ivan Ivanov (URS) 1 min 49 s 05                                                                    | Francis Gonzalez (FRA) 1 min 49 s 17                                                             |
| 1 500 m            | Jacky Boxberger (FRA) 3 min 45 s 66                                                                        | Spylios Zacharopoulos (GRE) 3 min 46 s 08                                                          | Jürgen May (FRG) 3 min 46 s 42                                                                   |
| 3 000 m            | Juris Grustiņš (URS) 8 min 02 s 85                                                                         | Yuriy Aleksashin (URS) 8 min 03 s 20                                                               | Ulrich Brugger (FRG) 8 min 05 s 07                                                               |
| 50 m haies         | Guy Drut (FRA) 6 s 51                                                                                      | Manfred Schumann (FRG) 6 s 58                                                                      | Anatoliy Moshiashvili (URS) 6 s 59                                                               |
| Relais 4 × 2 tours | Pologne Jan Werner Waldemar Korycki Jan Balachowski Andrzej Badenski 3 min 11 s 1                          | Allemagne de l'Ouest Peter Bernreuther Rolf Krusmann Georg Nückles Ulrich Reich 3 min 11 s 9       | France Patrick Salvador André Paoli Michel Dach Gilles Bertould 3 min 15 s 6                     |
| Relais 4 × 4 tours | Allemagne de l'Ouest Thomas Wessinghage Harald Norpoth Paul-Heinz Wellmann Franz-Josef Kemper 6 min 26 s 4 | Union soviétique Alexey Taranov Valeriy Taratynov Ivan Ivanov Stanislav Meshcherskich 6 min 27 s 0 | Pologne Zenon Szordykowski Krzysztof Linkowski Stanislaw Waskiewicz Andrzej Kupczyk 6 min 27 s 6 |
| Saut en hauteur    | István Major (HUN) 2,24 m                                                                                  | Kęstutis Šapka (URS) 2,22 m                                                                        | Jüri Tarmak (URS) 2,22 m                                                                         |
| Saut à la perche   | Wolfgang Nordwig (GDR) 5,40 m                                                                              | Hans Lagerqvist (SWE) 5,40 m                                                                       | Antti Kalliomäki (FIN) 5,30 m                                                                    |
| Saut en longueur   | Max Klauss (GDR) 8,02 m                                                                                    | Hans Baumgartner (FRG) 7,99 m                                                                      | Jaroslav Brož (TCH) 7,88 m                                                                       |
| Triple saut        | Viktor Saneïev (URS) 16,97 m                                                                               | Carol Corbu (ROU) 16,89 m                                                                          | Valentin Shevchenko (URS) 16,73 m                                                                |
| Lancer du poids    | Hartmut Briesenick (GDR) 20,67 m                                                                           | Władysław Komar (POL) 20,32 m                                                                      | Jaroslav Brabec (TCH) 19,94 m                                                                    |

### Femmes
| Épreuves           | Or | Argent | Bronze                                                                                |
| 50 m               | Renate Stecher (GDR) 6 s 25                                                                               | Annegret Richter (FRG) 6 s 28                                                                              | Sylviane Telliez (FRA) 6 s 31                                                         |
| 400 m              | Christel Frese (FRG) 53 s 36                                                                              | Inge Bödding (FRG) 54 s 60                                                                                 | Erika Weinstein (FRG) 54 s 73                                                         |
| 800 m              | Gunhild Hoffmeister (GDR) 2 min 04 s 83                                                                   | Ileana Silai (ROU) 2 min 05 s 17                                                                           | Svetla Zlateva (BUL) 2 min 05 s 50                                                    |
| 1 500 m            | Tamara Pangelova (URS) 4 min 14 s 62                                                                      | Lyudmila Bragina (URS) 4 min 18 s 35                                                                       | Vasilena Amzina (BUL) 4 min 18 s 84                                                   |
| 50 m haies         | Annelie Ehrhardt (GDR) 6 s 85                                                                             | Teresa Sukniewicz (POL) 6 s 94                                                                             | Meta Antenen (SUI) Grażyna Rabsztyn (POL) 7 s 05                                      |
| Relais 4 × 1 tour  | Allemagne de l'Ouest Elfgard Schittenhelm Christine Tackenberg Annegret Kroniger Rita Wilden 1 min 24 s 1 | France Michèle Beugnet Christiane Marlet Claudine Meire Nicole Pani 1 min 27 s 6                           | Autriche Christa Kepplinger María Sykora Carmen Mahr Monika Holzschuster 1 min 29 s 5 |
| Relais 4 × 2 tours | Allemagne de l'Ouest Rita Wilden Erika Weinstein Christel Frese Inge Bödding 3 min 10 s 85                | Union soviétique Natalya Chistyakova Lyudmila Aksenova Lyubov Savyalova Nadeshda Kolesnikova 3 min 11 s 20 | France Madeleine Thomas Bernadette Martin Nicole Duclos Colette Besson 3 min 11 s 65  |
| Saut en hauteur    | Rita Schmidt (GDR) 1,90 m                                                                                 | Rita Gildemeister (GDR) 1,84 m                                                                             | Yordanka Blagoeva (BUL) 1,84 m                                                        |
| Saut en longueur   | Brigitte Roesen (FRG) 6,58 m                                                                              | Meta Antenen (SUI) 6,42 m                                                                                  | Jarmila Nygrýnová (TCH) 6,39 m                                                        |
| Lancer du poids    | Nadezhda Chizhova (URS) 19,41 m                                                                           | Antonina Ivanov (URS) 18,54 m                                                                              | Marianne Adam (GDR) 18,30 m                                                           |

## Tableau des médailles
| Rang | Nation               | Or | Argent | Bronze | Total |
| ---- | -------------------- | -- | ------ | ------ | ----- |
| 1    | Allemagne de l'Est   | 7  | 1      | 2      | 10    |
| 2    | Allemagne de l'Ouest | 6  | 6      | 3      | 15    |
| 3    | Union soviétique     | 5  | 8      | 3      | 16    |
| 4    | France               | 2  | 1      | 4      | 7     |
| 5    | Pologne              | 1  | 2      | 2      | 5     |
| 6    | Tchécoslovaquie      | 1  | 0      | 3      | 4     |
| 7    | Hongrie              | 1  | 0      | 0      | 1     |
| 8    | Roumanie             | 0  | 2      | 0      | 2     |
| 9    | Grèce                | 0  | 1      | 1      | 2     |
| 9    | Suisse               | 0  | 1      | 1      | 2     |
| 11   | Suède                | 0  | 1      | 0      | 1     |
| 12   | Bulgarie             | 0  | 0      | 3      | 3     |
| 13   | Autriche             | 0  | 0      | 1      | 1     |
| 13   | Finlande             | 0  | 0      | 1      | 1     |